# Lost Song
Lost Song (яп. 失われた歌 рус. «Потерянная песня») — оригинальное аниме, вышедшее в формате ONA 31 марта 2018 года. Данный проект является совместной работой студии Liden Films и Dwango, а также дебютом режиссёра Мориты Дзюмпэя.
Мировая премьера состоялась 31 марта 2018 года на сервисе Netflix.

## Сюжет
Рин — энергичная деревенская девушка, которая отправляется в столицу, чтобы петь. В столице, певица Финис проводит время в одиночестве и готовится помочь фронту. У Рин и Финиса есть сила песен. У них обоих тяжёлое путешествие с их песнями. Как встречаются две судьбы, будет ли последняя песня песней надежды или отчаяния? Эта история расскажет о двух певицах, которые меняют мир волшебными песнями, для того, чтобы излечивать раны и создавать воду.

## Персонажи
Рин (яп. リン Rin)
Сэйю: Кономи Судзуки
Финис (яп. フィーニス Finis)
Сэйю: Юкари Тамура